# Cissé
 Cissé  es una población y comuna francesa, en la región de Poitou-Charentes, departamento de Vienne, en el distrito de Poitiers y cantón de Neuville-de-Poitou.

## Demografía
| 853 | 849 | 1080 | 1716 | 1858 | 1977 |
| Para los censos de 1962 a 1999 la población legal corresponde a la población sin duplicidades (Fuente: INSEE [Consultar]) |     |      |      |      |      |